# Canadees krentenboompje
Het Canadees krentenboompje (Amelanchier canadensis) is een plant uit de rozenfamilie (Rosaceae). Het is een van de circa vijfentwintig soorten uit het geslacht Amelanchier (krentenboompje). Hij wordt als sierheester aangeplant.

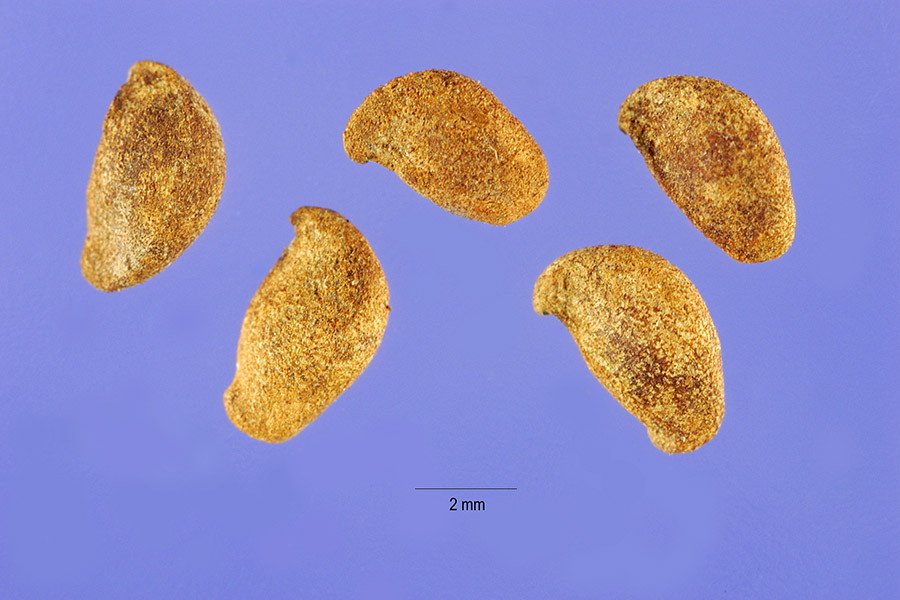
Zaden

De meerstammige struik kan 2-4 meter hoog worden. Hij bloeit van april tot mei met 2,5-6 cm lange bloemtrossen. De kroonblaadjes zijn 2-9 mm lang. De zoete, purperrode tot zwart verkleurende vruchten zijn eetbaar en hebben rechtopstaande kelktanden. In de herfst verkleuren de bladeren oranjerood tot paars.
Het Canadees krentenboompje groeit op vochtige tot droge, zure zandgronden aan bosranden en open kapplaatsen.

## Namen in andere talen
- Duits: Kanadische Felsenbirne
- Engels: Canadian serviceberry, Juneberry, Shadblow Serviceberry, Shadblow, Shadbush, Shadbush Serviceberry, Sugarplum, Thicket Serviceberry
- Frans: Amélanchier du Canada